# 温琴佐·平通
Ľ温琴佐·平通（義大利語：Vincenzo Pinton，1914年3月14日—1980年4月8日），意大利前男子击剑运动员。他曾代表意大利参加1936年、1948年和1952年夏季奥林匹克运动会击剑比赛，共收获四枚银牌。